# Отсталая пешка
Отсталая пешка — пешка, которая не может стать на одну горизонталь с пешкой или пешками того же цвета на смежных вертикалях.

## Значение в игре
|   | a | b | c | d | e | f | g | h |   |
| - | --- | --- | --- | --- | --- | --- | --- | --- | - |
| 8 | b8 чёрный король · f7 чёрная пешка · h7 чёрная пешка · b6 белая пешка · g6 чёрная пешка · a5 белый король · g4 белая пешка | b8 чёрный король · f7 чёрная пешка · h7 чёрная пешка · b6 белая пешка · g6 чёрная пешка · a5 белый король · g4 белая пешка | b8 чёрный король · f7 чёрная пешка · h7 чёрная пешка · b6 белая пешка · g6 чёрная пешка · a5 белый король · g4 белая пешка | b8 чёрный король · f7 чёрная пешка · h7 чёрная пешка · b6 белая пешка · g6 чёрная пешка · a5 белый король · g4 белая пешка | b8 чёрный король · f7 чёрная пешка · h7 чёрная пешка · b6 белая пешка · g6 чёрная пешка · a5 белый король · g4 белая пешка | b8 чёрный король · f7 чёрная пешка · h7 чёрная пешка · b6 белая пешка · g6 чёрная пешка · a5 белый король · g4 белая пешка | b8 чёрный король · f7 чёрная пешка · h7 чёрная пешка · b6 белая пешка · g6 чёрная пешка · a5 белый король · g4 белая пешка | b8 чёрный король · f7 чёрная пешка · h7 чёрная пешка · b6 белая пешка · g6 чёрная пешка · a5 белый король · g4 белая пешка | 8 |
| 7 | b8 чёрный король · f7 чёрная пешка · h7 чёрная пешка · b6 белая пешка · g6 чёрная пешка · a5 белый король · g4 белая пешка | b8 чёрный король · f7 чёрная пешка · h7 чёрная пешка · b6 белая пешка · g6 чёрная пешка · a5 белый король · g4 белая пешка | b8 чёрный король · f7 чёрная пешка · h7 чёрная пешка · b6 белая пешка · g6 чёрная пешка · a5 белый король · g4 белая пешка | b8 чёрный король · f7 чёрная пешка · h7 чёрная пешка · b6 белая пешка · g6 чёрная пешка · a5 белый король · g4 белая пешка | b8 чёрный король · f7 чёрная пешка · h7 чёрная пешка · b6 белая пешка · g6 чёрная пешка · a5 белый король · g4 белая пешка | b8 чёрный король · f7 чёрная пешка · h7 чёрная пешка · b6 белая пешка · g6 чёрная пешка · a5 белый король · g4 белая пешка | b8 чёрный король · f7 чёрная пешка · h7 чёрная пешка · b6 белая пешка · g6 чёрная пешка · a5 белый король · g4 белая пешка | b8 чёрный король · f7 чёрная пешка · h7 чёрная пешка · b6 белая пешка · g6 чёрная пешка · a5 белый король · g4 белая пешка | 7 |
| 6 | b8 чёрный король · f7 чёрная пешка · h7 чёрная пешка · b6 белая пешка · g6 чёрная пешка · a5 белый король · g4 белая пешка | b8 чёрный король · f7 чёрная пешка · h7 чёрная пешка · b6 белая пешка · g6 чёрная пешка · a5 белый король · g4 белая пешка | b8 чёрный король · f7 чёрная пешка · h7 чёрная пешка · b6 белая пешка · g6 чёрная пешка · a5 белый король · g4 белая пешка | b8 чёрный король · f7 чёрная пешка · h7 чёрная пешка · b6 белая пешка · g6 чёрная пешка · a5 белый король · g4 белая пешка | b8 чёрный король · f7 чёрная пешка · h7 чёрная пешка · b6 белая пешка · g6 чёрная пешка · a5 белый король · g4 белая пешка | b8 чёрный король · f7 чёрная пешка · h7 чёрная пешка · b6 белая пешка · g6 чёрная пешка · a5 белый король · g4 белая пешка | b8 чёрный король · f7 чёрная пешка · h7 чёрная пешка · b6 белая пешка · g6 чёрная пешка · a5 белый король · g4 белая пешка | b8 чёрный король · f7 чёрная пешка · h7 чёрная пешка · b6 белая пешка · g6 чёрная пешка · a5 белый король · g4 белая пешка | 6 |
| 5 | b8 чёрный король · f7 чёрная пешка · h7 чёрная пешка · b6 белая пешка · g6 чёрная пешка · a5 белый король · g4 белая пешка | b8 чёрный король · f7 чёрная пешка · h7 чёрная пешка · b6 белая пешка · g6 чёрная пешка · a5 белый король · g4 белая пешка | b8 чёрный король · f7 чёрная пешка · h7 чёрная пешка · b6 белая пешка · g6 чёрная пешка · a5 белый король · g4 белая пешка | b8 чёрный король · f7 чёрная пешка · h7 чёрная пешка · b6 белая пешка · g6 чёрная пешка · a5 белый король · g4 белая пешка | b8 чёрный король · f7 чёрная пешка · h7 чёрная пешка · b6 белая пешка · g6 чёрная пешка · a5 белый король · g4 белая пешка | b8 чёрный король · f7 чёрная пешка · h7 чёрная пешка · b6 белая пешка · g6 чёрная пешка · a5 белый король · g4 белая пешка | b8 чёрный король · f7 чёрная пешка · h7 чёрная пешка · b6 белая пешка · g6 чёрная пешка · a5 белый король · g4 белая пешка | b8 чёрный король · f7 чёрная пешка · h7 чёрная пешка · b6 белая пешка · g6 чёрная пешка · a5 белый король · g4 белая пешка | 5 |
| 4 | b8 чёрный король · f7 чёрная пешка · h7 чёрная пешка · b6 белая пешка · g6 чёрная пешка · a5 белый король · g4 белая пешка | b8 чёрный король · f7 чёрная пешка · h7 чёрная пешка · b6 белая пешка · g6 чёрная пешка · a5 белый король · g4 белая пешка | b8 чёрный король · f7 чёрная пешка · h7 чёрная пешка · b6 белая пешка · g6 чёрная пешка · a5 белый король · g4 белая пешка | b8 чёрный король · f7 чёрная пешка · h7 чёрная пешка · b6 белая пешка · g6 чёрная пешка · a5 белый король · g4 белая пешка | b8 чёрный король · f7 чёрная пешка · h7 чёрная пешка · b6 белая пешка · g6 чёрная пешка · a5 белый король · g4 белая пешка | b8 чёрный король · f7 чёрная пешка · h7 чёрная пешка · b6 белая пешка · g6 чёрная пешка · a5 белый король · g4 белая пешка | b8 чёрный король · f7 чёрная пешка · h7 чёрная пешка · b6 белая пешка · g6 чёрная пешка · a5 белый король · g4 белая пешка | b8 чёрный король · f7 чёрная пешка · h7 чёрная пешка · b6 белая пешка · g6 чёрная пешка · a5 белый король · g4 белая пешка | 4 |
| 3 | b8 чёрный король · f7 чёрная пешка · h7 чёрная пешка · b6 белая пешка · g6 чёрная пешка · a5 белый король · g4 белая пешка | b8 чёрный король · f7 чёрная пешка · h7 чёрная пешка · b6 белая пешка · g6 чёрная пешка · a5 белый король · g4 белая пешка | b8 чёрный король · f7 чёрная пешка · h7 чёрная пешка · b6 белая пешка · g6 чёрная пешка · a5 белый король · g4 белая пешка | b8 чёрный король · f7 чёрная пешка · h7 чёрная пешка · b6 белая пешка · g6 чёрная пешка · a5 белый король · g4 белая пешка | b8 чёрный король · f7 чёрная пешка · h7 чёрная пешка · b6 белая пешка · g6 чёрная пешка · a5 белый король · g4 белая пешка | b8 чёрный король · f7 чёрная пешка · h7 чёрная пешка · b6 белая пешка · g6 чёрная пешка · a5 белый король · g4 белая пешка | b8 чёрный король · f7 чёрная пешка · h7 чёрная пешка · b6 белая пешка · g6 чёрная пешка · a5 белый король · g4 белая пешка | b8 чёрный король · f7 чёрная пешка · h7 чёрная пешка · b6 белая пешка · g6 чёрная пешка · a5 белый король · g4 белая пешка | 3 |
| 2 | b8 чёрный король · f7 чёрная пешка · h7 чёрная пешка · b6 белая пешка · g6 чёрная пешка · a5 белый король · g4 белая пешка | b8 чёрный король · f7 чёрная пешка · h7 чёрная пешка · b6 белая пешка · g6 чёрная пешка · a5 белый король · g4 белая пешка | b8 чёрный король · f7 чёрная пешка · h7 чёрная пешка · b6 белая пешка · g6 чёрная пешка · a5 белый король · g4 белая пешка | b8 чёрный король · f7 чёрная пешка · h7 чёрная пешка · b6 белая пешка · g6 чёрная пешка · a5 белый король · g4 белая пешка | b8 чёрный король · f7 чёрная пешка · h7 чёрная пешка · b6 белая пешка · g6 чёрная пешка · a5 белый король · g4 белая пешка | b8 чёрный король · f7 чёрная пешка · h7 чёрная пешка · b6 белая пешка · g6 чёрная пешка · a5 белый король · g4 белая пешка | b8 чёрный король · f7 чёрная пешка · h7 чёрная пешка · b6 белая пешка · g6 чёрная пешка · a5 белый король · g4 белая пешка | b8 чёрный король · f7 чёрная пешка · h7 чёрная пешка · b6 белая пешка · g6 чёрная пешка · a5 белый король · g4 белая пешка | 2 |
| 1 | b8 чёрный король · f7 чёрная пешка · h7 чёрная пешка · b6 белая пешка · g6 чёрная пешка · a5 белый король · g4 белая пешка | b8 чёрный король · f7 чёрная пешка · h7 чёрная пешка · b6 белая пешка · g6 чёрная пешка · a5 белый король · g4 белая пешка | b8 чёрный король · f7 чёрная пешка · h7 чёрная пешка · b6 белая пешка · g6 чёрная пешка · a5 белый король · g4 белая пешка | b8 чёрный король · f7 чёрная пешка · h7 чёрная пешка · b6 белая пешка · g6 чёрная пешка · a5 белый король · g4 белая пешка | b8 чёрный король · f7 чёрная пешка · h7 чёрная пешка · b6 белая пешка · g6 чёрная пешка · a5 белый король · g4 белая пешка | b8 чёрный король · f7 чёрная пешка · h7 чёрная пешка · b6 белая пешка · g6 чёрная пешка · a5 белый король · g4 белая пешка | b8 чёрный король · f7 чёрная пешка · h7 чёрная пешка · b6 белая пешка · g6 чёрная пешка · a5 белый король · g4 белая пешка | b8 чёрный король · f7 чёрная пешка · h7 чёрная пешка · b6 белая пешка · g6 чёрная пешка · a5 белый король · g4 белая пешка | 1 |
|   | a | b | c | d | e | f | g | h |   |

Как правило, является слабостью по следующим причинам:
- поле перед отсталой пешкой, недоступное ей, является слабым;
- отсталая пешка не может быть защищена соседними пешками, ушедшими вперед, поэтому нередко становится объектом атаки.

В эндшпиле значение отсталой пешки может вырасти до критического. В позиции на диаграмме после 1.g5 черные проигрывают из-за наличия двух отсталых пешек. При своём ходе черные могли бы избавиться от отсталых пешек ходом 1...h5, что принесло бы им победу.
Тем не менее, современная дебютная теория иногда допускает образование отсталой пешки, если она трудноуязвима и её наличие компенсируется активной конкретной фигурной игрой — как в челябинском варианте сицилианской защиты.

## Избавление от отсталой пешки
Избавиться от отсталой пешки можно следующими способами:
- уничтожением или отвлечением фигуры или пешки, контролирующей поле для продвижения отсталой пешки;
- насильным продвижением отсталой пешки вперед — с установлением контроля над слабым полем или без него, в последнем случае это сопряжено с жертвой отсталой пешки;
- уводом отсталой пешки с помощью взятия на соседнюю вертикаль. Проблему слабого поля, как правило, такой способ не решает.